# Platycopia tumida
Platycopia tumida is een eenoogkreeftjessoort uit de familie van de Platycopiidae. De wetenschappelijke naam van de soort is voor het eerst geldig gepubliceerd in 1935 door Wilson C.B..